# 松本車体製作所
松本車体製作所（まつもとしゃたいせいさくしょ）は、かつて熊本県に存在したバス車体の製造会社（コーチビルダー）。通称「松本車体」。

## 概説
1924年創立。
戦後からバス車体の製作に携わった。1960年代に川崎航空機との関係を強化、川崎製と同様の車体をライセンス生産し、トヨタやいすゞのボンネットバスや中型バスのシャーシに架装していた。フロントガラスへの曲面ガラスの採用は、富士重工や川崎航空機よりも早かった。
1979年に廃業。

## 主な納入先
- 九州産業交通（現・九州産交バス） - 1990年代前半まで、松本車体のバス（1978年式のいすゞBA05N）が産交観光バス阿蘇営業所に配置されていた。
- 熊本市交通局
- 熊本バス

## 保存車

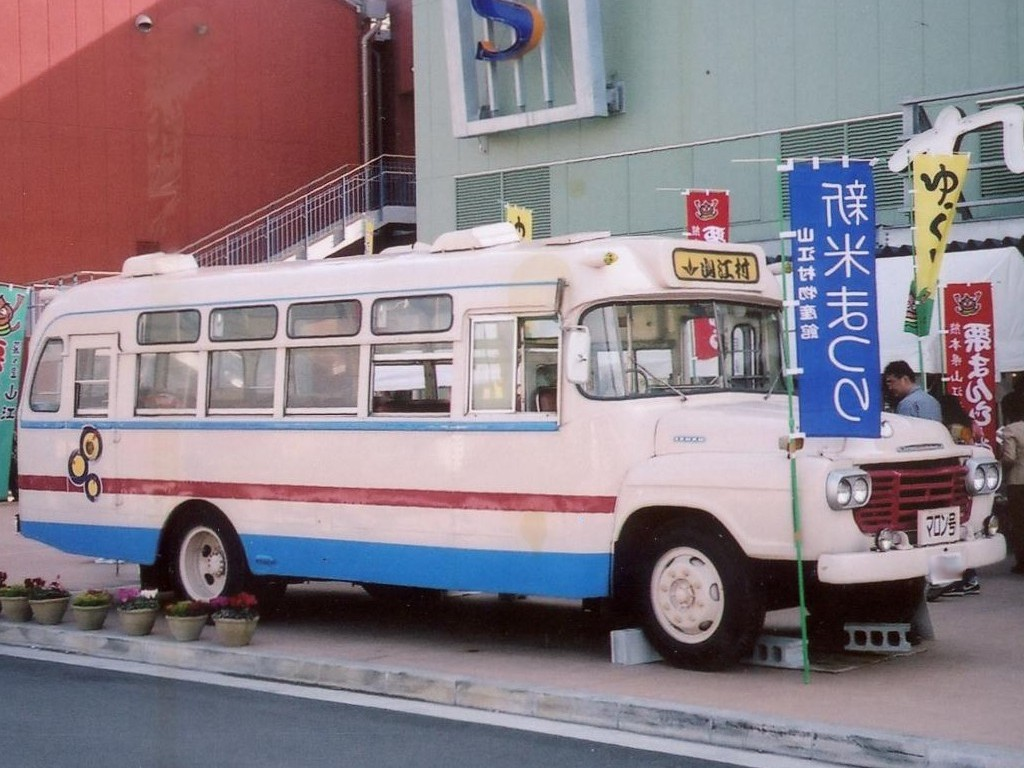
1964年式・いすゞBXD30
山江村「マロン号」

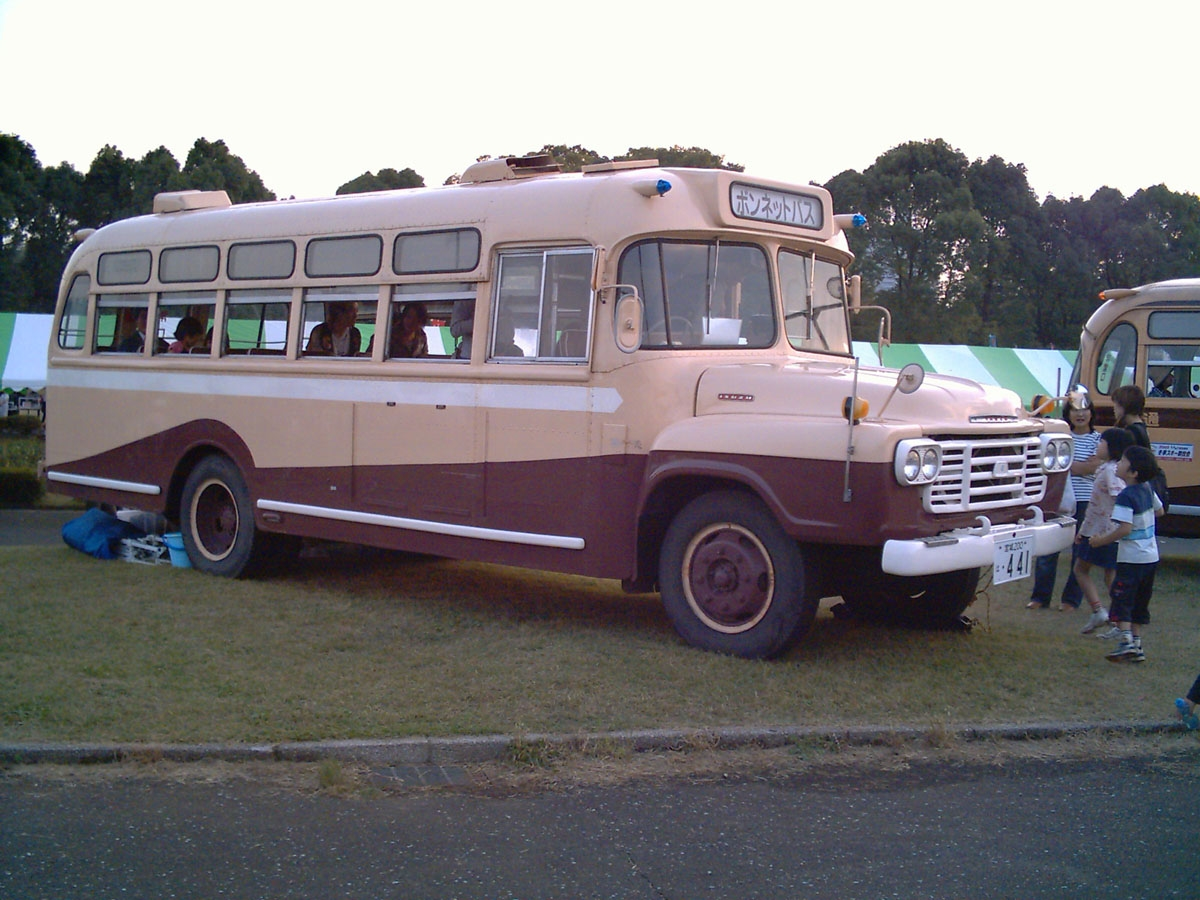
1963年式・いすゞBXD30
宮城県の福祉施設が所有

2007年現在、稼動状態にある松本車体製のバスは、いずれもボンネットバスである。
- 熊本県球磨郡山江村では、九州産業交通で1978年まで使用していたボンネットバスのうち1台（1964年式いすゞBXD30）を無償で譲り受けた。静態保存であったが、1992年に地域有志で動態復活へ動き出し、1993年には車検を通過、正式に登録番号を取得した。カラーリングは九州産業交通の旧塗色のまま。「マロン号」と名づけられ、九州内を中心に各地のイベントに参加している。2005年には産業考古学会推薦産業遺産に認定された。
- 宮城県の介護老人福祉施設では、1963年式のいすゞBXD30が動態保存されており、高齢者の「回想療法」並びに送迎などに使用されている。このバスも九州産業交通で使用されていたもので、廃車後八代市の個人が譲り受け保管していた。それを広島県福山市の福山自動車時計博物館が譲り受けてレストアし、同博物館で動態保存された後、2005年7月に同福祉施設に譲渡された。イベントなどに登場することもある。
- 高知県の民間企業が、1964年式のトヨタDB90を動態保存している。これも上記2台と同様、九州産業交通で使用されていた車両である。